# Erich Loewenhardt
Erich Loewenhardt (7. dubna 1897 Breslau  – 10. srpna 1918 u Chaulnes) byl německý stíhací pilot. Po Manfredu von Richthofen a Ernstu Udetovi byl s 54 sestřely třetím nejúspěšnějším německým leteckým esem první světové války.

## Život
Loewenhardt se narodil v rodině lékaře. Vybral si vojenskou kariéru a vstoupil do kadetní školy v Berlíně Lichterfelde. Odtud byl poslán k Infanterieregimentu 141. Na začátku první světové války byla tato jednotka převelena na východní frontu.
Už 2. října 1914 byl Loewenhardt povýšen do hodnosti poručíka. Koncem října byl těžce zraněn a až do ledna 1915 byl v nemocnici. Poté se znovu vrátil na frontu. V Karpatech zachránil Loewenhardt pět zraněných německých vojáků; za tuto akci obdržel Železný kříž 2. třídy.
Löwenhardt byl přidělen k Deutsche Alpenkorps a poté na vlastní žádost v říjnu 1915 k letectvu. Po absolvování výcviku a počátečním létání ve funkci pozorovatele získal začátkem roku 1916 pilotní osvědčení a byl převelen k Fliegerabteilung u dělostřelectva. V březnu 1917 byl přeložen k Jagdstaffel 10, patřící k Richthofenově eskadře Jagdgeschwader I. Do konce března 1918 sestřelil 15 nepřátelských letounů. Začátkem dubna 1918 byl Loewenhardt jmenován velitelem jednoho z oddílů Jasty 10. Během krátké doby následovalo mnoho vítězných soubojů. Na konci července 1918 už Loewenhardt létal na novém Fokkeru D.VII a počet jeho vítězství narostl na 47. Mezitím byl zástupcem velitele eskadry. 31. května 1918 byl vyznamenán řádem Pour le Mérite. Posledního vítězství dosáhl sestřelem britského letounu 10. srpna 1918 u města Chaulnes. Erich Loewenhardt byl jedním ze tří německých pilotů s více než 50 sestřely „na kontě“.
Při vzdušném boji s 56. perutí Royal Air Force Loewenhardtův stroj srazil s letounem Alfreda Wenze z Jasty 11. Oběma pilotům se sice podařilo vyskočit, ale Loewenhardtův padák se neotevřel. Loewenhardt tak nepřežil, Wenz ano.

## Vyznamenání
- Pour le Mérite (31.05.1918)
- Železný kříž, I. třída
- Železný kříž, II. třída
- Pruský vojenský pilotní odznak
- Královský hohenzollernský domácí řád, rytířský kříž s meči